# Jean-Pierre Bourguignon

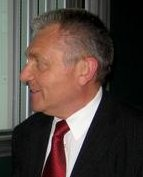
Jean-Pierre Bourguignon (2007)

Jean-Pierre Bourguignon (* 21. Juli 1947 in Lyon) ist ein französischer Mathematiker, der sich mit Differentialgeometrie und deren Anwendungen in mathematischer Physik („Globale Analysis“) beschäftigt.

## Wissenschaftlicher Werdegang
Bourguignon studierte ab 1966 an der École polytechnique unter anderem bei Gustave Choquet und Laurent Schwartz.
Während der 1968er Unruhen waren Bourguignon und der Bauingenieur Yves Bamberger Sprecher der Studenten an der École polytechnique, die erfolgreich auf eine Reform des veralteten Unterrichts-Curriculums drängten. Das Studienjahr 1972/1973 verbrachte er in den USA.
1974 promovierte Bourguignon an der Universität Paris bei Marcel Berger über die Struktur des Raumes der Äquivalenzklassen Riemannscher Metriken auf Mannigfaltigkeiten (Sur l'espace des structures riemanniennes d'une „best“ variété). 1980 gelangte er an das Institute for Advanced Study in Princeton. Er ist zurzeit Directeur de Recherche des CNRS, Professor an der École polytechnique (dessen Centre de mathématiques er 1990 bis 1994 leitete) und am IHES in Bures-sur-Yvette bei Paris, dessen Direktor er von 1994  bis 2013 war.
Von 2014 bis 2020 war er Präsident des Europäischen Forschungsrats.

## Forschung
Bourguignon forschte unter anderem zu differentialgeometrischen Abschätzungen der Eigenwerte des Laplace-Beltrami-Operators auf Mannigfaltigkeiten, der Geometrie von Kähler-Mannigfaltigkeiten und Finsler-Geometrien. Darüber hinaus beschäftigt er sich mit mathematischen Aspekten der Allgemeinen Relativitätstheorie und Yang-Mills-Theorie.
Er drehte auch mathematische Unterrichtsfilme, und für „Tambour – que dis tu?“ erhielt er 1987 einen Preis auf dem Palaiseau International Science Film Festival. Ein weiterer Film von ihm ist „The New Shepherds Lamp“.

## Funktionen und Beiratstätigkeiten
1990 bis 1992 war Bourguignon Präsident der französischen Mathematikervereinigung (Société Mathématique de France) und 1995 bis 1998 der Europäischen Mathematischen Gesellschaft (EMS).
1994 bis 2001 war er im wissenschaftlichen Beratungsgremium des Mathematischen Forschungsinstituts Oberwolfach, 1997 bis 2004 im wissenschaftlichen Beirat des Erwin-Schrödinger-Institut für Mathematische Physik in Wien und seit 2001 im Beirat des Bernoulli-Instituts der École polytechnique fédérale de Lausanne.
Seit Januar 2020 ist Bourguignon Mitglied des Hochschulrats der Ludwig-Maximilians-Universität München und seit September 2021 dessen Vorsitzender.
Darüber hinaus hat der Senat der Universität Wien in seiner Sitzung vom 20. Oktober 2022 Bourguignon als Mitglied in den Universitätsrat der Universität Wien für die Funktionsperiode vom 1. März 2023 bis zum 29. Februar 2028 bestellt.

## Mitgliedschaften und Auszeichnungen
Bourguignon ist seit 1995 Mitglied der Academia Europaea und seit 2002 der Königlich Spanischen Akademie der Wissenschaften.
1977 erhielt er die Bronzemedaille der CNRS und 1987 den Prix Langevin der französischen Akademie der Wissenschaften. 1997 erhielt er den Rayonnement-Francais-Preis. 2005 wurde er Ehrenmitglied der London Mathematical Society.
Die Keiō-Universität verlieh ihm 2008 die Ehrendoktorwürde, die Deutsche Mathematiker-Vereinigung (DMV) 2017 die Ehrenmitgliedschaft.

## Schriften
- mit Haïm Brezis: Remarks on the Euler equation. In: Journal of Functional Analysis. Band 15, Nr. 4, April 1974, S. 341–363, doi:10.1016/0022-1236(74)90027-5.
- Les variétés de dimension 4 à signature non nulle dont la courbure est harmonique sont d’Einstein. In: Invent. Math. 63, Nr. 2, 1981, S. 263–286.
- mit Blaine Lawson: Stability and isolation phenomena for Yang-Mills fields. In: Comm. Math. Phys. 79, Nr. 2, 1981, S. 189–230.
- mit Paul Gauduchon: Spineurs, opérateurs de Dirac et variations de métriques. In: Comm. Math. Phys. 144, Nr. 3, 1992, S. 581–599.
- Analytical problems arising from geometry: examples from Yang-Mills theory. In: Deutsche Mathematiker-Vereinigung (Hrsg.): Jahresbericht der Deutschen Mathematiker-Vereinigung. Band 87, Heft 2. Teubner, 1985, ISSN 0012-0456, S. 67–89 (math.uni-bielefeld.de).